# Fridstoner
Fridstoner är en liten psalmsångbok med texter för väckelse- och upplysningsbruk vid gudstjäner utgiven av Svenska Missionsförbundet. Boken sammanställdes av Joël Blomqvist i de tre häften som kom ut under åren 1879-1882. En ny omarbetad upplaga utgavs 1926 och innehåller 155 numrerade psalmer och en akronymiskt kör ordnad från A —Ä, ett sakregister och ett register över psalmernas nummer. I de fall psalmen finns i Svenska Missionsförbundets sångbok anges även numret i den angivet. Det lilla häftet har 112 sidor och kostade med en hård pärm i limmat format 60 öre 1926. Melodier, kompositörer eller författare anges inte. 

## Innehåll
Inom varje psalmavsnitt presenteras psalmerna i alfabetisk ordning.

## I. Begynnelse- och slutsånger
```
1. 
Ack, saliga stunder, som Jesus oss ger

2. 
Bred dina vida vingar
 
Finns på Wikisource
.

3. 
Herre, giv en stilla ande

4. 
Herre, samla oss nu alla
 
Finns på Wikisource
.

5. 
Låt mig få höra om Jesus

6. 
Nu är en salig och fröjdfull tid
 
Finns på Wikisource
.

7. 
O Jesus, bliv när oss

8. 
Skönt det är i kvällens timma
 
Finns på Wikisource
.

9. 
Stilla, ljuvlig, underbar

10. 
Vem som helst kan bli frälst
 
Finns på Wikisource
.

11. 
Vi draga framåt, sade Mose en gång
```

## II. Böne- och lovsånger
```
12. 
Allt blivit nytt

13. 
Det är saligt på Jesus få tro
 
Finns på Wikisource
.

14. 
Eld från himlen kom

15. 
En liten stund med Jesus
 
Finns på Wikisource
.

16. 
Frälsare, tag min hand
 
Finns på Wikisource
.

17. 
Helge Ande ljuva

18. 
Herre, se vi vänta alla
 
Finns på Wikisource
.

19. 
Hur ljuvt det namnet Jesus är

20. 
I ömhet stor han sökt mig

21. 
Jag har kommit hem till min Faders hus

22. 
Jag kan inte räkna dem alla
 
Finns på Wikisource
.

23. 
Jag vet en plats så dyrbar

24. 
Jag vet på vem jag tror
 
Finns på Wikisource
.

25. 
Jesus, du, som blodet gjutit

26. 
Jesus, gör mig så till sinnes

27. 
Jesus kär, gå ej förbi mig
 
Finns på Wikisource
.

28. 
Klippan står fast

29. 
Min Jesus, min Jesus, mitt hjärta intag

30. 
Låt Anden falla uppå oss som fordom

31. 
Nu är jag nöjd och glader
 
Finns på Wikisource
.

32. 
Nu är syndens boja krossad

33. 
När en syndare vänder om

34. 
O Helige Ande, kom neder

35. 
O Herre, låt din Andes vindar blåsa

36. 
Pris vare Gud i himlens höjd

37. 
Ring i himlens klockor
 
Finns på Wikisource
.

38. 
Strömmar av nåd skola flöda

39. 
Tack, o Gud, för vad som varit
 
Finns på Wikisource
.

40. 
Är det sant att Jesus är min broder
 
Finns på Wikisource
.
```

## III. Frälsnings- och helgelsesånger
```
41. 
Alla tvivel bär till Jesus
 
Finns på Wikisource
.

42. 
Den stunden i Getsemane
 
Finns på Wikisource
.

43. 
Det finns en källa, fylld med blod

44. 
Det finns en underbar källa

45. 
Det finns ett hjärta som för dig ömmar

46. 
Det gives en tid för andra tider

47. 
Det var nittionio gömda väl
 
Finns på Wikisource
.

48. 
Det är ett fast ord
 
Finns på Wikisource
.

49. 
Du är min klippa

50. 
Dyra förvissning, friköpt jag är

51. 
Dyraste Jesus, dig vill jag älska
 
Finns på Wikisource
.

52. 
Ej långt, ej långt från Guds rike

53. 
Ej silver, ej guld har förvärvat mig frälsning

54. 
En blick uti tron på det dyra Guds ord

55. 
Endast ett steg till Jesus

56. 
En underbar Frälsare har jag

57. 
Ett vilset lamm i öde skog

58. 
Evad dig möter, käre vän
 
Finns på Wikisource
.

59. 
Frälsare kär, o, jag beder

60. 
Frälsning i Jesus allena

61. 
Guds kärleksflod så full av frid
 
Finns på Wikisource
.

62. 
Guds son sig ut i strid beger

63. 
Har du mod att följa Jesus
 
Finns på Wikisource
.

64. 
Herre, låt ingenting binda de vingar

65. 
Herre, skall på stormigt hav

66. 
Herre, vid ditt kors i dag

67. 
Herren står vid hjärtats dörr

68. 
Håll du min hand, jag är så svag

69. 
Här kommer en främling från fjärran ort

70. 
Härligt nu skallar frälsningens bud

71. 
Hör Jesu röst i dag

72. 
Hör, o själ, du, som går

73. 
I den sena midnattsstunden

74. 
Ingen herde kan så leta

75. 
Ingen hinner fram till den eviga ron
 
Finns på Wikisource
.

76. 
Jag har hört min Jesu bjudning

77. 
Jag vandrat länge trött och matt

78. 
Jag vet en källa, som djup och klar

79. 
Jag vet en källa, som mäktar giva

80. 
Jag vill hava Jesus med mig

81. 
Jesus dig innerligt kallar till sig

82. 
Jesus dig kallar till liv och frid

83. 
Jesus kommer, Jesus kommer

84. 
Klippa, du som brast för mig
 
Finns på Wikisource
.

85. 
Kom, o kom, du betryckta själ

86. 
Kom och se, kom och se

87. 
Kom som du är nu till Jesus

88. 
Kom till Jesus, ho som helst

89. 
Kära själ, som irrar fjärran

90. 
Kärlek från vår Gud
 
Finns på Wikisource
.

91. 
Lev för Jesus, intet annat
 
Finns på Wikisource
.

92. 
Lever du det nya livet

93. 
Ljuvligt och kärleksfullt Jesus hörs kalla

94. 
Lämna dig helt åt Jesus
 
Finns på Wikisource
.

95. 
Löftena kunna ej svika

96. 
Medan allting ler och blommar
 
Finns på Wikisource
.

97. 
Min fot var trött att vandra

98. 
Min Gud, jag sjunker ner

99. 
Mitt kvalda hjärta längtar

100. 
När invid korset jag böjde mig

101. 
När Jesus uppstått ur sin grav

102. 
Närmare, Gud, till dig
 
Finns på Wikisource
.

103. 
Nästan en kristen
 
Finns på Wikisource
.

104. 
O gränslösa frälsning

105. 
O Gud, du klara, rena låga

106. 
O, Jesus kär, min tröst du är

107. 
O pilgrim, vänd emot himlens land

108. 
O, öppna ditt hjärta för Herren

109. 
Och när skörden är slut

110. 
Om din synd än är blodröd

111. 
Om han komme i dag

112. 
Om jag blivit blott en enda gång

113. 
Om jag ägde allt men inte Jesus

114. 
Se, Jesus står vid hjärtats dörr

115. 
Se livet dig bjuds — vill du ha det

116. 
Stanna, lyssna, lyssna!

117. 
Strömmen från min frälsares sår

118. 
Säg, är din lampa redo

119. 
Tiden försvinner så snabbt som en dröm

120. 
Till frälsningens saliga källa vi gå

121. 
Till Herrens maning säg ej nej

122. 
Trött av ori, sorg och smärta

123. 
Tätt vid korset, Jesus kär
 
Finns på Wikisource
.

124. 
Ungdom i världen
 
Finns på Wikisource
.

125. 
Var är du?

126. 
Var är mitt vilsna barn i kväll
 
Finns på Wikisource
.

127. 
Vem klappar så sakta i aftonens frid

128. 
Vi brutit upp från syndens land

129. 
Vi vill du dröja, min broder

130. 
Vid midnattsklockans dova klang

131. 
Vill du från syndernas börda bli fri?

132. 
Våga dig Dristelig
 
Finns på Wikisource
.

133. 
Än finns det rum

134. 
Är du borta från din Gud, kom igen
```

## IV. Hemlandssånger
```
135. 
Där en falnad ros ska blomma

136. 
En dag all livets möda

137. 
Himmelens stad är härlig

138. 
Himlen är mitt hem, vilken salig tröst

139. 
Invid porten där står en änglahär

140. 
Jag är en gäst och främling
 
Finns på Wikisource
.

141. 
När all min möda, all sorg är förbi

142. 
O, jag vet ett land av evig fröjd
 
Finns på Wikisource
.

143. 
O, min tanke flyr hän

144. 
Som barn jag minns min moder göt

145. 
Städse på Sion jag tänker

146. 
Till det härliga land ovan skyn
 
Finns på Wikisource
.

147. 
Vi få mötas i Eden en gång
 
Finns på Wikisource
.

148. 
Vi tala om himmelens fröjder
 
Finns på Wikisource
.
```

## V. Missionssånger
```
149. 
O, säg ett ord om Jesus

150. 
O, var äro de, som på Andens bud

151. 
Tänk vilken underbar nåd av Gud
 
Finns på Wikisource
.

152. 
Upp, kamrater, se banéret

153. 
Ur lägren invid ljusets höjd

154. 
Verka för Herren Jesus

155. 
Vår store Gud gör stora under
 
Finns på Wikisource
.
```

## Körer
I detta avsnitt presenteras 49 verser i bokstavsordning och utan nummer. Den första, den tjugonde och den sista versen lyder:
Att känna din kraft, att höra ditt tal,
Att dela ditt kors är hela mitt val.
...
Kom, gå med, kom, gå med,
Sök ditt skydd vid korsets fot!
Jesus Kristus står
Med de djupa sår;
Han har köpt dig och tar dig emot.
...
Ära ske hans namn!
Ära ske hans namn.
Han till sitt hjärta tryckte mig.
Ära ske hans namn!

### Fotnoter
1. ↑  ”Fridstoner” (på engelska). Worldcat. 11 mars 1926. https://www.worldcat.org/title/fridstoner-en-samling-vackelse-och-uppbyggelsesanger-for-gudstjanstbruk/oclc/71663531&referer=brief_results. Läst 20 oktober 2017.